# Jailbreak (piosenka)
Jailbreak – piosenka australijskiego zespołu hardrockowego AC/DC, wydana jako pierwszy singiel z, opublikowanego tylko w Australii, trzeciego albumu studyjnego Dirty Deeds Done Dirt Cheap (1976). Później utwór trafił na, wydany na rynku amerykańskim i japońskim, minialbum '74 Jailbreak (1984). Piosenka znalazła się na także na koncertowym albumie AC/DC Live (1992) w z Brianem Johnsonem w roli piosenkarza. W 2009 roku „Jailbreak” umieszczono na kompilacji Backtracks.

## Wideoklip
Teledysk do „Jailbreak” nakręcony został w marcu 1976 roku w Melbourne. Jego reżyserem był Paul Drane. Wideo przedstawia Bona Scotta, Angusa Younga i Phila Rudda jako więźniów, a Malcolma Younga i Marka Evansa jako strażników więziennych. Był to pierwszy wideoklip nagrany z użyciem materiałów wybuchowych i krwi. Teledysk zamieszczony został na wydawnictwie DVD The Family Jewels i Rough & Tough (2005).